# Sutton 58
Sutton 58, auch Sutton Tower, ist ein Wolkenkratzer in Manhattan, New York City. Der Wohnturm befindet sich im exklusiven Stadtviertel Sutton Place in Midtown East an der East 58th Street zwischen Sutton Place und First Avenue unweit vom East River und der Queensboro Bridge.
Das Gebäude wurde von Thomas Juul-Hansen entworfen, ist 258,3 m (847 Fuß) hoch und nimmt mit Stand Oktober 2024 den 36. Platz in New York ein. Das Gelände umfasst 24.000 m² (260.000 Quadratfuß) bebaubare Fläche. Die Stein-Glas-Fassade des Turms enthält fünf Fensterreihen auf der Nord- und Südseite und drei Fensterreihen auf der West- und Ostseite. Der Turm ist ein wenig freitragend über seine beiden Nachbargebäude. Die Ausleger erstrecken sich etwa drei Meter über die benachbarten Gebäuden in der 424 und 434 East 58th Street. Der Überbau besteht aus Stahlbeton. Sutton 58 erreichte 2020 seine endgültige Höhe und wurde 2022 fertiggestellt.

## Geschichte

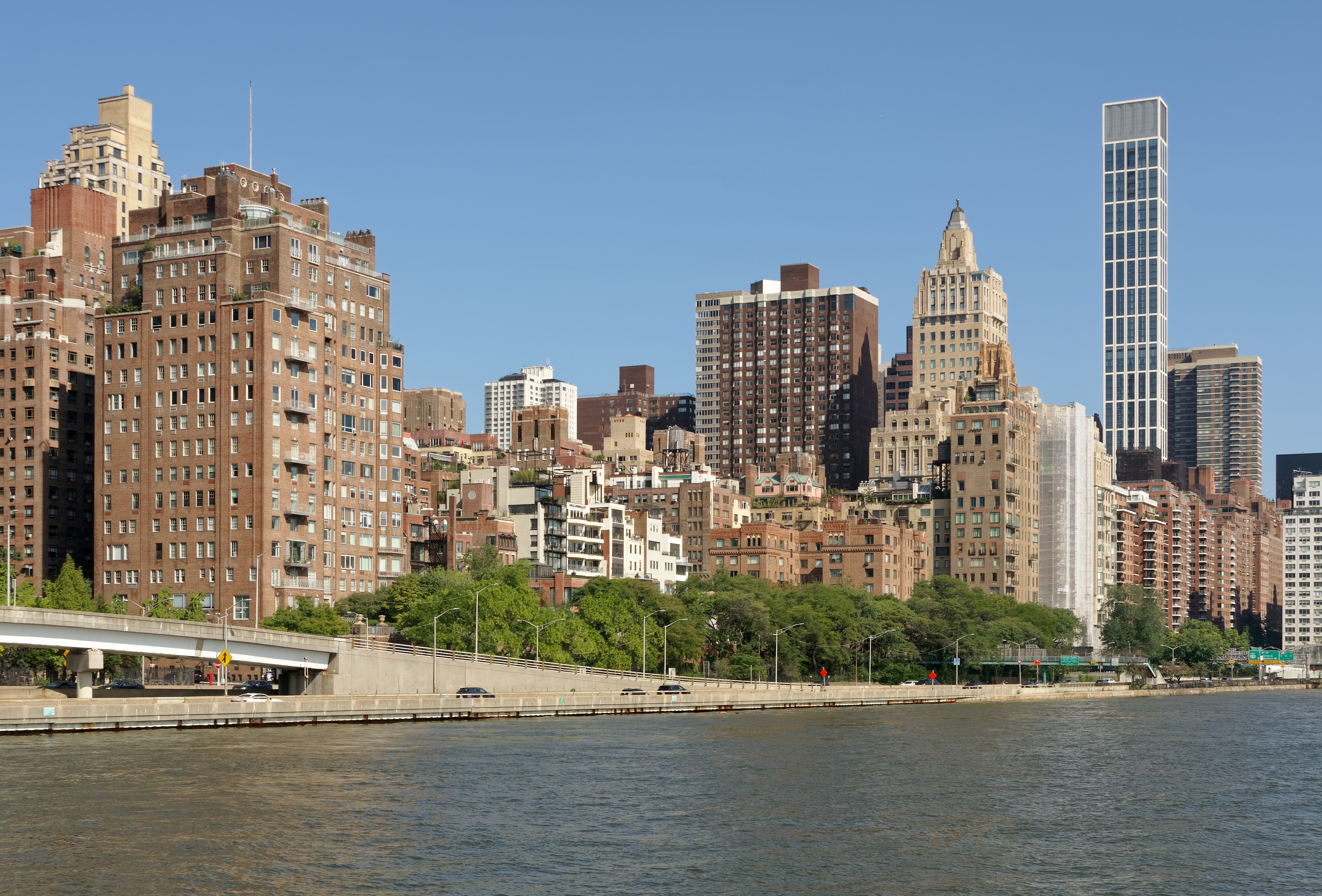
Blick vom East River im Oktober 2023 (rechts)

2015 erwarb The Bauhouse Group in Sutton Place drei benachbarte Wohngebäude und einen weiteren Standort mit zusammen 9.300 m² (100.000 Quadratfuß) Luftrechten (Air rights), mit der Absicht, einen luxuriösen Wohnwolkenkratzer zu bauen. Im August 2015 erwarb Bauhouse weitere 10.100 m² Luftrechte von den Besitzern der Nachbargebäuden, um die gewünschte Bauhöhe zu erreichen. Geplant war ein von Foster + Partners entworfener 300 m hoher Wohnturm. Von den Einwohnern des Viertels gab Widerstand gegen den Bau, zumal es für Sutton Place noch keine Höhenbegrenzung gab. 2016 geriet The Bauhouse Group in Zahlungsschwierigkeiten und verhinderte mit der Meldung der Insolvenz die Zwangsversteigerung des Baugrundes.
Die Firma Gamma Real Estate erwarb das Baugelände bei einer Auktion Ende 2016 und überarbeitete die Baupläne. Die Pläne sahen ein 67-stöckiges Gebäude mit 125 Wohnungen vor. Im Jahr 2017 erfolgte für das Viertel eine Umwidmung der Bauhöhen, nach der bis zu 50 % der Gebäudevolumen bis maximal 46 m Höhe erlaubt sind. Sutton 58 wäre so entweder nur 79 m hoch erbaubar oder es müsste für die 258 m extrem schmal erbaut werden. So wurden Ende 2017 nach Fertigstellung der Baugründung die Bauarbeiten gestoppt, aber im Juni 2018 nach Genehmigung des Bauplans durch das Board of Standards and Appeals wieder aufgenommen. Im August 2020 erreichte der Bau seine endgültige Höhe von 258,3 Meter und die Fassadenmontage war weit fortgeschritten. Im Juni 2021 war Sutton 58 äußerlich fast fertiggestellt und wurde schließlich 2022 eröffnet.